# Gerald Kersh
Gerald Kersh (geboren am 26. August 1911 in Teddington, Middlesex; gestorben am 5. November 1968 in Kingston, New York) war ein britisch-amerikanischer Schriftsteller.

## Leben
Kersh war der Sohn des Schneidermeisters Hyman Leon Kersh (geboren als Chaim Kerszenblat, 1877–1929) und dessen Frau Leah, geborene Miller (1880–1962). Er wuchs in einem säkularen jüdischen Umfeld mit zwei älteren Schwestern in Teddington und Shepherd’s Bush auf.
1922 zog die Familie nach Marylebone, London, und Kersh besuchte die Christ Church School in Ealing und studierte dann von 1924 bis 1928 mit einem Stipendium am Regent Street Polytechnic. Nach dem Tod seines Vaters arbeitete er in verschiedenen Jobs und wechselte häufig die Wohnung.
1934 erschien sein erster Roman Jews Without Jehovah. Das Buch wurde von der Kritik positiv aufgenommen, allerdings fanden sich einige Familienmitglieder in ungünstigem Licht dargestellt, verklagten den Verlag und das Buch musste zurückgezogen werden. Sein dritter Roman Night And The City (1938) war dann sehr erfolgreich und Kersh wurde mit zeitgenössischen amerikanischen Autoren wie Dashiell Hammett, John Dos Passos und Ernest Hemingway verglichen. Im gleichen Jahr heiratete Kersh Alice Thompson Rostron (1909–1986), die Ehe hatte aber keinen Bestand. 
In dieser Zeit verfasste Kersh zahlreiche Kurzgeschichten und schrieb für das Courier Magazine, als dessen Mitherausgeber er 1937–1939 erschien. 
1939 veröffentlichte I Got References, eine Sammlung autobiografischer Erzählungen. Nach Kriegsbeginn 1940 trat Kersh bei den Coldstream Guards ein und berichtete zugleich anonym im Daily Herald in der Kolumne The Private Life Of A Private über seine Ausbildung. Diese Beiträge waren dann Grundlage für They Die With Their Boots Clean (1941), das zusammen mit der Fortsetzung The Nine Lives Of Bill Nelson (1942) zu einem der bestverkauften Bücher über die Kriegszeit wurde. Zu einem Kampfeinsatz kam es nicht, da Kersh während des Blitz verschüttet wurde und in der Folge als untauglich eingestuft wurde. Neben diesen Büchern schrieb er Texte für die BBC, das Ministry of Information und die Ealing Studios und verfasste zahlreiche Beiträge für Zeitungen und Zeitschriften, oft unter Pseudonym. So schrieb er als Piers England für The People und als Waldo Kellar für John Bull.
1943 heiratete Kersh Claire Alyne „Lee“ Boyle, Tochter eines kanadischen Politikers. Bis Kriegsende schrieb Kersh drei weitere Romane zum Thema Krieg, nämlich The Dead Look On (1943) über das Massaker von Lidice, A Brain and Ten Fingers (1943) über den Guerillakrieg in Jugoslawien und Faces in a Dusty Picture (1944) über den Krieg in Nordafrika. Außerdem erschienen drei Story-Sammlungen, womit Kersh einer der profiliertesten Autoren in dieser Zeit war. Er beschaffte sich eine Akkreditierung als Reporter und berichtete über die Landung in der Normandie und die Befreiung von Paris. Seine Erlebnisse erschienen gesammelt als Clean, Bright and Slightly Oiled (1946).
Nach dem Krieg schrieb Kersh weiter und musste weiter schreiben, eine Kombination aus Steuerschulden, einer sich verschlechternden Gesundheit und einem sich lange hinziehenden und zu seinen Ungunsten entschiedenen Scheidungsprozess gab den Rahmen der folgenden Jahre vor. Er kaufte für 20.000 Dollar ein Haus auf Barbados, das 1949 unversichert niederbrannte. Er lebte hier und dort, zeitweise in Kanada, um schließlich US-Bürger zu werden. In dieser Zeit entstand The Thousand Deaths of Mr Small (1950) über einen kleinen Mann in großen Schwierigkeiten, der nach und nach in den Abgründen depressiver Lähmung versinkt.
1955 heiratete er ein drittes Mal. Florence Sochis war ursprünglich eine Freundin seiner ersten Frau gewesen und hatte sich schon seit einigen Jahren um Kersh gekümmert. Das Paar lebte in zunehmend prekären Verhältnissen im Bundesstaat New York und Kersh schrieb den Roman Fowlers End (1957) über einen schlauen und gierigen Kinobesitzer in Soho, Anthony Burgess zufolge „einer der besten komischen Romane des Jahrhunderts, mit Sam Yudenow (fast) so großartig gezeichnet wie Falstaff“ Seinen letzten großen Roman The Angel and the Cuckoo (1966) schrieb er bereits schwer an Krebs erkrankt.
Nach einem Rezidiv seines Halskarzinoms starb Kersh 1968 im Alter von 57 Jahren verarmt im Horton Memorial Hospital in Middletown, New York.
Von der Kritik anfangs geschätzt und in den Kriegsjahren ein Bestsellerautor, wurden Kershs spätere Romane und Sammlungen weitgehend ignoriert und waren jahrzehntelang vergriffen. In den letzten Jahren ist einiges wieder aufgelegt worden und mehrere seiner Romane sind in deutscher Übersetzung erschienen.

## Bibliografie
Romane
- Jews Without Jehovah (1934)
- Men Are So Ardent (1936)
- Night And The City (1938, auch als Dishonor, 1955,)
  - Deutsch: Nachts in der Stadt. Übersetzt von Ango Laina. Maas, Pulp 13, Pulp Master, Berlin 2002, ISBN 3-929010-80-1.
- They Die With Their Boots Clean (1941)
- The Nine Lives Of Bill Nelson (1942)
- The Dead Look On (1943)
  - Deutsch: Die Toten schauen zu. Übersetzt von Ango Laina und Angelika Müller, Pulp 41, Pulp Master, Berlin 2016, ISBN 978-3-927734-74-6.
- A Brain And Ten Fingers (1943)
  - Deutsch: Hirn und zehn Finger. Übersetzt von Angelika Müller, Pulp 47, Pulp Master, Berlin 2024, ISBN  3927734977
- Faces In A Dusty Picture (1944)
- Sergeant Nelson Of The Guards (1945)
- An Ape, A Dog And A Serpent (1945)
- The Weak And The Strong (1945)
  - Deutsch: Die Schwachen und die Starken. Übersetzt von Elisabeth Pohr. Zsolnay, 1948.
- Prelude To A Certain Midnight (1947)
  - Deutsch: Ouvertüre um Mitternacht. Übersetzt von Ango Laina und Angelika Müller, Pulp 24, Pulp Master, Berlin 2009, ISBN 978-3-927734-38-8.
- The Song Of The Flea (1948)
- The Thousand Deaths Of Mr Small (1950)
- The Great Wash (1952, auch als The Secret Masters, 1953)
- Fowlers End (1957)
- The Weak And The Strong (1959)
- The Implacable Hunter (1961)
- A Long Cool Day In Hell (1965)
- The Angel And The Cuckoo (1966)
- Brock (1969)

Sammlungen
- I Got References (1939)
- Selected Stories  (1943)
- The Battle Of The Singing Men (1944)
- The Horrible Dummy And Other Stories (1944)
- Neither Man Nor Dog (1946)
- Clean, Bright & Slightly Oiled (1946)
- Sad Road To The Sea (1947)
- Clock Without Hands (1949)
  - Deutsch: Mann ohne Gesicht. Ausgewählt und übersetzt von Peter Naujack. Diogenes Taschenbücher #128, 1977, ISBN 3-257-20366-7.
- Brazen Bull (1952)
- The Brighton Monster & Other Stories (1953)
- Guttersnipe: Little Novels (1954)
- Men Without Bones (1955)
- On An Odd Note (1958)
- The Ugly Face Of Love (1960)
- The Best Of Gerald Kersh (1960)
- Men Without Bones (1962)
- The Terrible Wild Flowers (1962)
- More Than Once Upon A Time (1964)
- The Hospitality Of Miss Tolliver And Other Stories (1965)
- Nightshade & Damnations (1987)

Kurzgeschichten
- The Devil That Troubled the Chessboard (1936)
- Busto Is a Ghost, Too Mean to Give Us a Fright! (1938)
- Comrade Death (1938)
- Lunatic's Broth (1938, als P. J. Gahagan)
- The Drunk and the Blind (1938)
- The Tarleton Twins (1938, als G. J. Herbert)
- The Old Burying Place … (1938)
- Slaves (1938)
- The Earwig (1938)
- Elizabeth and Temptation (1939, als G. J. Herbert)
- Hairy Cohen (1939)
- The Extraordinarily Horrible Dummy (1939)
- Shaggy Yellow Dog (1939)
- The Battle of the Singing Men (1939)
- The Naked Man (1940)
- A Ruby Worth Eleven Hundred Pounds (1940)
- The Stone (1941, auch als: The Beggars' Stone)
- The Undefeated (1941)
- Frozen Beauty (1941, als Waldo Kellar)
- The Last Coin of Mr. Baer (1941, als Waldo Kellar)
- The Bitter Seas (1942)
- The Gentleman All in Black (1942)
- Who Wants a Liver-coloured Cat? (1942)
- Fantasy of a Hunted Man (1942)
- The Evil Destiny of Dr. Polacek (1942, als Waldo Kellar)
- The Ten Old Tigers (1942)
- Dudelsack (1942)
- Gratitude (1943)
- Irongut and the Brown Mouse (1943)
- A Bit of a Change (1943)
- All That One Man Remembered (1943)
- Destiny and the Bullet (1943, als Waldo Kellar)
- The White Flash (1943)
- The Musicians (1944)
- The Woman in the Mud (1944)
- Doctor Ox Will Die at Midnight (1946)
- In a Room Without Walls (1946)
- Neither Man Nor Dog (1946)
- Reflections in a Tablespoon (1946)
- The Scene of the Crime (1946)
- In a Misty Window (1946)
- Clock Without Hands (1946)
- Seed of Destruction (1947)
- White Horse with Wings (1947)
- Note on Danger B (1947)
  - Deutsch: Bericht über Gefahr B. In: Science Fiction: Five Stories = Science Fiction: Fünf Geschichten. dtv (dtv zweisprachig), 1976, ISBN 3-423-09061-8.
- The King Who Collected Clocks (1947)
- The Epistle of Simple Simon (1947)
- Voices in the Dust (1947, auch als: Voices in the Dust of Annan)
- Ladies or Clothes (1947)
- The Monster (1948, auch als: The Brighton Monster)
- The Ape and the Mystery (1948)
- The End of a Wise Guy (1948)
- The Queen of Pig Island (1949)
- The Copper Dahlia (1949)
- The Terrible Ride of Colonel Tessier (1952)
- Judas Forgiven (1953)
- Wealth of Nations (1953)
- Whatever Happened to Corporal Cuckoo? (1953)
- The Crewel Needle (1953)
- The Dancing Doll (1954)
- The Hack (1954)
- The Madwoman (1954)
- Thicker Than Water (1954)
- Men Without Bones (1954)
- The Sympathetic Souse (1954)
- Buried Treasure (1955)
- Carnival on the Downs (1955)
- Femme Fatale (1955)
- Incident in a Tavern (1955)
- One Case in a Million (1955)
- The Charcoal Burner (1955)
- The Fabulous Fido (1955)
- The Guardian (1955)
- The Life and Times of the Dog Basta (1955)
- The Violin Maker (1955)
- The White-Washed Room (1955)
- Memory of a Fight (1955)
- The Eye (1957)
- The Secret of the Bottle (1957, auch als: The Oxoxoco Bottle)
- Prophet Without Honor (1958)
- River of Riches (1958)
- The Terribly Wild Flowers (1958)
- The Shady Life of Annibal (1959)
- Teeth And Nails (1960)
- A Deal In Overcoats (1960, auch als: The Molosso Overcoats)
- The Defeat of the Demon Tailor (1961)
- The Unsafe Deposit Box (1962, auch als: A Little Something in the Bank)
- A Lucky Day for the Boar (1962)
- Pride of Profession (1962)
- Bone for Debunkers (1962)
- A Bargain with Cashel (1963)
- A Walk in the Snow (1964)
- Fabulous Bargain (1964)
- Greek Tragedy (1964)
- Heartless Heidi (1964)
- More Than Once Upon a Time (1964)
- No Matter How You Slice It (1964)
- Proud Servant (1964)
- Return of the Dog (1964)
- The Nimroud Rug (1964)
- The Spanish Prisoner (1964)
- The Tremendous Trifle (1964)
- Somewhere Not Far from Here (1965)
- The Truth About Orlik (1966)
- Sad Road to the Sea (1967)
- Some Other Star (2001)
- A Legend of Truth (2006)
- A Vision of a Lost Child (2006)
- Kannibalsky (2006)
- Miracle of the Winged Rescue (2006)
- The Dungeon (2006)
- The Man and the Spirit (2006)
- The Wolf Dies in Silence (2006)
- Wolf! Wolf! (2006)